# 鈴村豊太郎
鈴村 豊太郎（すずむら とよたろう、1975年8月25日 - ）は、日本のコンピュータ科学者。博士 (理学)。東京大学大学院情報理工学系研究科教授。 スペイン国立研究所バルセロナ・スーパーコンピューティング・センターの客員教授を兼務。 
スーパーコンピュータ、ビッグデータ、大規模グラフ処理基盤、機械学習・深層学習との統合、金融AIへの応用、大規模社会シミュレーションなどの研究に従事し、世界8拠点におけるチームをリード。スーパーコンピュータ上におけるビッグデータの解析アルゴリズムの速さを競うコンテスト Graph500 において 2014年から2019年まで世界1位を合計10度獲得。2015年4月より 米国ニューヨーク在住。東京都出身。

## 経歴
1999年東京工業大学（のちの東京科学大学）理学部情報科学科を卒業し、2004年東京工業大学大学院情報理工学研究科・数理計算科学専攻博士後期課程修了。同年、グリッド・コンピューティングにおいて博士（理学）号を取得し、IBM東京基礎研究所 に入所。 IBM Research における研究活動と同時に、2009年から2013年まで東京工業大学大学院・計算工学専攻を客員准教授を兼任し、鈴村研究室を主宰する。2014年より同大学非常勤講師。2016年から2019年まで　東京大学大学院 客員研究員などのアカデミックポジションを歴任。 2013年から1年半、欧州アイルランド・ダブリンにある IBM Research - Dublin に移籍し、スマーターシティの研究プロジェクトをリード。2015年にIBM Researchの研究本部 トーマス・J・ワトソン研究所 (米国ニューヨーク）に移籍。2016年バルセロナ・スーパーコンピューティング・センター客員教授。2018年MIT-IBM Watson AI Labプロジェクト代表。2020年エス・エム・エス社外取締役（監査等委員）。2021年東京大学大学院情報理工学系研究科教授。
ビッグデータに関する国際会議 IEEE BigData 2017や IEEE BigData 2016の Industry and Government Program では日本人初の共同プログラム委員長を務めるなど、多くの国際会議、プログラム委員を務める。 現在までに、85本以上の論文が国際会議及び国際ジャーナルに採択される。
インダストリーにおける経歴
- IBM Research - Tokyo (東京基礎研究所)  (2004 - 2013)
- IBM Research - Dublin (2013 - 2015)
- MIT-IBM Watson AI Lab (2018 - 2021)
- IBM Researchトーマス・J・ワトソン研究所 - New York (2015 - 2021)

アカデミアにおける経歴
- 東京工業大学大学院情報理工学研究科・数理計算科学専攻博士課程修了 (2004) 松岡聡教授に師事 (1999 - 2004)
- テネシー大学 ジャック・ドンガラ教授(2022年チューリング賞受賞)が主宰する研究所 (2000 - 2001)
- カルフォルニア大学サンディエゴ校 サンディエゴ・スーパーコンピュータ・センター 客員研究員 (2003)
- 東京工業大学・大学院情報理工学研究科・計算工学専攻 客員准教授、鈴村研究室主宰 (2009/4 - 2013/9)
  - 東京工業大学・情報工学科を兼任し、学部講義「離散構造とアルゴリズム」を担当 (2009 - 2013)
  - 東京工業大学大学院・計算工学専攻講義「大規模知識特論」を担当 (2009 - 2013)
  - 東京工業大学大学院・集中講義「大規模システムソフトウェア特論」 (2014) 、「知能情報特別講義 Advanced Topics in Artificial Intelligence 」 (2015 - 2018, 2020) を担当
- 科学技術振興機構（JST）戦略的創造研究推進事業CREST 拠点代表
  - 「ポストペタスケールシステムにおける超大規模グラフ最適化基盤」(2011 - 2016)
  - 「EBD：次世代の年ヨッタバイト処理に向けたエクストリームビッグデータの基盤技術」(2013 - 2018)
- アイルランド国立大学ユニバーシティ・カレッジ・ダブリン 客員准教授 (2013 - 2016)
- バルセロナ・スーパーコンピューティング・センター 客員教授 (2016/04 - 現在)
- 東京大学大学院工学系研究科システム創成学専攻 客員研究員 (2016/04-2018/03)
- 東京大学情報基盤センター 客員研究員 (2018/10-2019/02)

国際会議 委員長
- ACM WWW 2014 (World Wide Web) LSNA (Large-Scale Network Analysis) ワークショプ委員長
- ACM KDD 2015 (21st ACM KDD Conference on Knowledge Discovery and Data Mining), High-Performance Graph Mining Workshop ワークショップ委員長
- IEEE/ACM DSAA 2015 (International Conference on Data Science and Advanced Analytics)
- Winter Simulation Conference 2015 - Big Data Decision Making トラック委員長
- IEEE International Conference on Data Mining 2017 (ICDM 2016), High Performance Graph Data Mining and Machine Learning workshop ワークショップ委員長
- ACM/IEEE Supercomputing 2016, High Performance Graph Data Management and Processing Workshop, ワークショップ委員長
- ACM Symposium on High-Performance Parallel and Distributed Computing (HPDC 2016), High Performance Graph Processing Workshop (HPGP'16) ワークショップ委員長
- IEEE CBDCom 2016 (The IEEE International Conference on Cloud and Big Data Computing), トラック委員長
- IEEE BigData 2016 Industry Program プログラム共同委員長
- IEEE BigData 2017 プログラム共同委員長
- IEEE Cloud 2017 アプリケーショントラック委員長
- ICCC 2018 (International Conference on Cognitive Computing) プログラム委員長

国際会議 プログラム委員
- IEEE Transactions on Services Computing, Guest Editor
- Open Grid Forum 標準化 Grid Computing Working Group (2001 - 2004)
- グラフベンチマーク国際標準化 The Linked Data Benchmark Council (LDBC) ディレクター・ボードメンバー
- IEEE Cloud プログラム委員 (2010 - 2019)
- Graph500 Steering 運営委員 (2011 - 2019)
- IEEE BigData プログラム委員 (2013, 2016 - 2018)
- IEEE/ACM DSRT (International Symposium on Distributed Simulation and Real Time Applications) プログラム委員 (2014, 2016)
- IEEE/ACM Supercomputing (プログラム委員: 2014, 2015, 2016 ポスタープログラム委員 2019)
- IEEE ICWS (International Conference on Web Services) プログラム委員 (2014 - 2019)

## 受賞歴
- Graph500 通算10度世界1位 (2014/6〜2019/6)
- IEEE HiPC 2018 ベストペーパー受賞 (2018/12)
- IBM Outstanding Technical Achievement Award 2件受賞（大規模グラフ処理およびウェブサービス高速化に関する研究）
- 電子情報通信学会インターネットアーキテクチャ研究会2009年度年間研究会賞受賞「ストリーム処理 System S を基盤にしたウェブ サーバーの構築と評価」
- 情報処理学会第72回全国大会優秀論文賞受賞 「データストリーム処理による変化点検知の実装と GPU による高速化」(2010)
- IBM Shared University Relationship受賞、「Stream Computing for Real-Time